# Aret
Un aret és un instrument en forma de cèrcol, igual que la pandereta, que es fa servir en l'execució dels balls populars de Castelló de la Plana. L'aret s'utilitza com una tradició des del S.XVII. La seva funció és fer-la sonar sobre el cap de la dona, amb funció de proposar-li matrimoni. Aquesta tradició encara es segueix fent cada 5 de juliol en Castelló.
L'Aret dona nom a la Dansa dels Arets o Savoians, que es dansava a la processó del Corpus a Castelló de la Plana, i prenia part en festes populars i solemnes.